# Список об'єктів Світової спадщини ЮНЕСКО в Малайзії
У списку об'єктів Світової спадщини ЮНЕСКО в Малайзії станом на 2015 рік налічується 4 найменування: 2 об'єкти культурного та 2 природного типу.

## Список
В даній таблиці об'єкти розташовані в порядку їх додавання в список Світової спадщини ЮНЕСКО в Малайзії в порядку їх включення до списку.
| № | Зображення | Назва                                                                  | Місцеположення                | Тип        | Час створення     | Час внесення до списку | №                                                   | Критерії         |
| - | ---------- | ---------------------------------------------------------------------- | ----------------------------- | ---------- | ----------------- | ---------------------- | --------------------------------------------------- | ---------------- |
| 1 |            | Національний парк Кінабалу                                             | Штат Сабах                    | Природний  | 1964              | 2000                   | 1012 [Архівовано 20 травня 2016 у Wayback Machine.] | ix, x            |
| 2 |            | Національний парк Гунунг Мулу                                          | Штат Саравак                  | Природний  | 1974              | 2000                   | 1013 [Архівовано 16 жовтня 2015 у Wayback Machine.] | vii, viii, ix, x |
| 3 |            | Стародавні міста на березі Малаккської протоки — Малакка та Джорджтаун | Штати Пулау-Пінанг та Малакка | Культурний | XV—XVIII століття | 2008                   | 1223 [Архівовано 5 липня 2017 у Wayback Machine.]   | ii, iii, iv      |
| 4 |            | Археологічна спадщина долина Ленггог                                   | Регіон: Перак                 | Культурний |                   | 2012                   | 1396 [Архівовано 5 липня 2017 у Wayback Machine.]   | iii, iv          |